# 祝眉壽
祝眉壽，字介卿，號南山，江西德興縣二十都人，明朝政治人物。嘉靖甲子解元。
少年師從心學大家錢德洪，舉嘉靖四十三年（1564年）甲子科江西鄉試第一名舉人。會試不第，授河南鄭州學正，轉國子監助教。授常州府同知，分校南闈，稱得人。著作有《白門別語》、《四先生要錄》行世。